# Cynewise
Cynewise ou Cynwise est une princesse anglo-saxonne du milieu du VIIe siècle. Elle est l'épouse du roi Penda de Mercie.

## Biographie
Elle n'est connue que par une mention dans l'Histoire ecclésiastique du peuple anglais de Bède le Vénérable, qui indique que le prince northumbrien Ecgfrith se trouvait « en otage dans la province des Merciens, à la cour de la reine Cynwise ». Cette allusion implique qu'elle bénéficiait d'un certain pouvoir.
On ne connaît aucune autre épouse de Penda, et il est donc vraisemblable, mais pas certain, que Cynewise soit la mère de ses enfants, parmi lesquels les rois Peada, Wulfhere et Æthelred, ainsi que les princesses Cyneburh et Cyneswith, qui deviennent religieuses. L'élément Cyne- commun à leurs trois noms suggèrent qu'elles sont effectivement apparentées. Il apparaît également dans le nom de Cynethryth, reine de Mercie dans la seconde moitié du VIIIe siècle.